# Taco al pastor

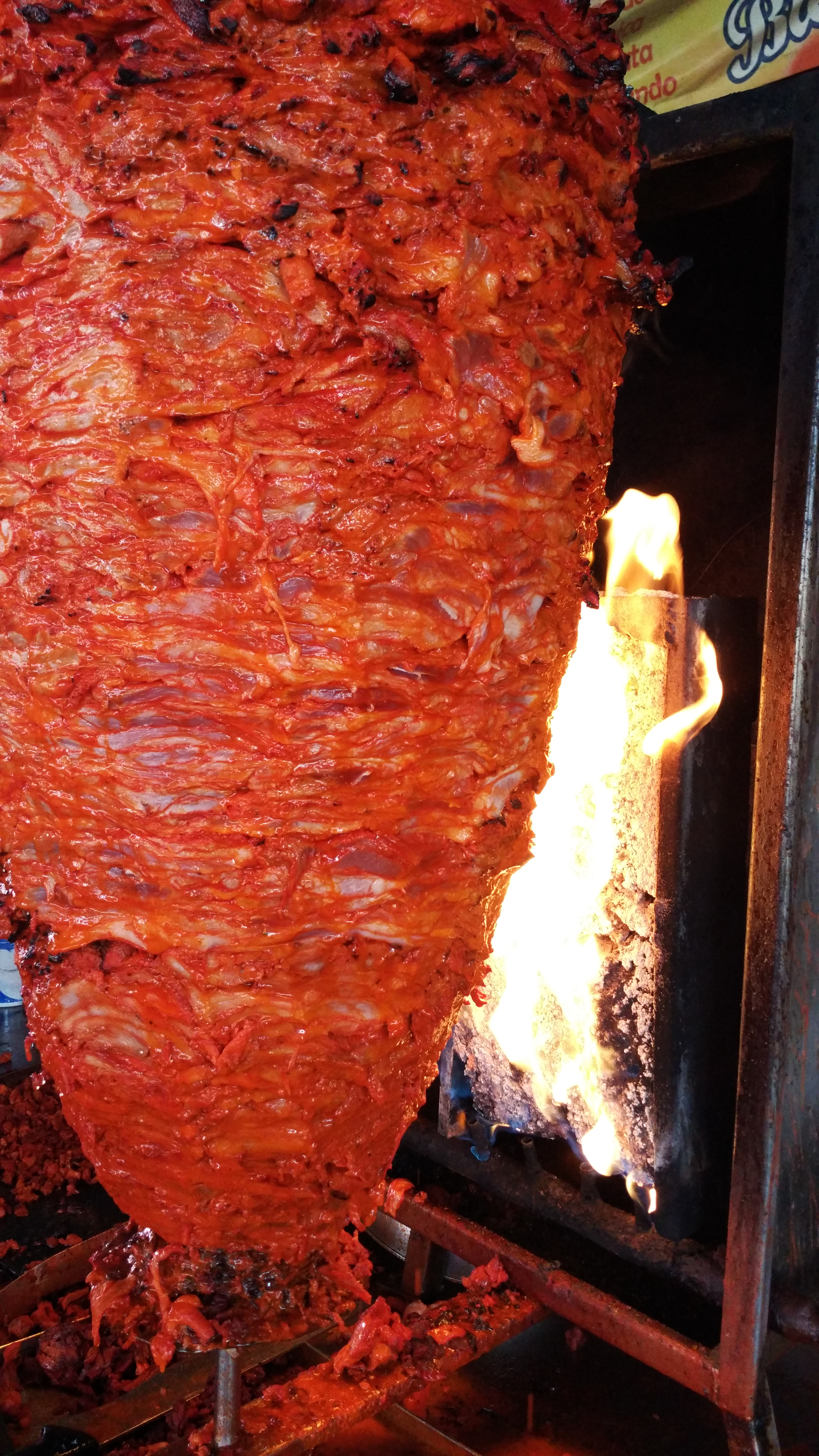
Ein Trompo aus al-pastor-Fleisch.

Der Taco al pastor ist eine in Mexiko populäre Taco-Art aus Schweinefleisch und stammt ursprünglich aus Zentral-Mexiko. Sie hat sich vermutlich aus dem arabischen Fleisch-Gericht Schawarma entwickelt, das einst von libanesischen Einwanderern nach Mexiko gebracht wurde. Tacos al pastor sind im weitesten Sinne vergleichbar mit dem türkischen Döner oder dem griechischen Gyros. Der Name dieses Gerichts ist spanisch und bedeutet übersetzt so viel wie Taco nach „Schäferart“.

## Zubereitung
Das Schweinefleisch wird ein bis zwei Tage lang in eine Marinade aus getrockneten Chili und Achiote gelegt und dann ähnlich wie ein Döner mit einer offenen Flamme an einem sich drehenden Spieß gegart. Das obere Ende dieses Spießes ist meist mit frischen Zwiebeln und Ananas gespickt. Wenn das Fleisch fertig gegart ist, wird es mit einem großen Messer dünn vom Spieß heruntergeschnitten. Es wird in kleine Mais-Tortillas gelegt und mit fein gehackten Zwiebeln, Koriander und Ananas garniert. Je nach Geschmack wird der Taco al pastor dann noch mit Limettensaft und (Chili-)Sauce gewürzt.
Wie bei anderen Drehspieß-Gerichten sind inzwischen zahlreiche vegetarische und vegane Varianten des Taco als pastor verfügbar und werden zum Teil auch an Straßenständen und Imbissen in Mexiko vertrieben.